# هانز لينج
هانز لينج (من مواليد 1906 في نوك، توفي عام 1988) هو مؤلف وكاتب مسرحي ورسام وسياسي وصانع مطبوعات ونحات. تعتمد رسوماته على مواضيع مماثلة من أسطورة جرينلاند والأمهات  وكان لها التأثير الأوروبي للانطباعية . كما كتب العديد من الكتب التي تصور نوك .